# النقير
النقير قرية سورية تتبع ناحية خان شيخون في منطقة معرة النعمان في محافظة إدلب. بلغ عدد سكانها 1,602 نسمة في عام 2004 حسب إحصاء المكتب المركزي للإحصاء. تقع على بعد حوالي 20 كم إلى الجنوب الغربي من مدينة معرة النعمان.